# تروکولی
تروکولی یک پاستا ضخیم شبیه اسپاگتی است که دارای مقطع مربع یا بیضی است. در آشپزی آپولیایی و لوکانیایی رواج دارد و به دلیل شکل نهایی آن اغلب با اسپاگتی آلا چیتارا مقایسه می‌شود، اگرچه برای درست کردن تروکولی به‌طور سنتی نیازی به چیتارا نیست، که به نوبه خود ابزاری متمایز در تهیه اسپاگتی آلا چیتارا است.

## توصیف
تروکولی یک پاستا شبیه اسپاگتی است که به‌طور سنتی توسط به اصطلاح تروکولاتورو یا تروکولو تهیه می‌شود، که یک وردنه شیاردار است که خمیر را به رشته‌های معمولی با ضخامت در حدود ۳–۵ میلیمتر (۰٫۱۲–۰٫۲۰ اینچ) برش می‌دهد؛ در نتیجه فشار وارد شده به خمیر، سطح مقطع هر رشته با توجه به شکل خود شیارها (که می‌تواند صاف یا نوک تیز باشد) مربع یا کمی بیضی شکل خواهد بود.
در مورد مواد تشکیل دهنده آن، تروکولی اساساً با آرد گندم دوروم و آب و با اضافه کردن اختیاری چند تخم مرغ تهیه می‌شود - به همین دلیل است که به‌طور کلی گاهی با تاگلیولینی و پاستا تخم‌مرغی مرتبط است.